# Лобан, Юлия Николаевна
Юлия Николаевна Лобан (укр. Юлія Миколаївна Лобан; род. 7 августа 2000) — украинская легкоатлетка, специализирующаяся на семиборье. Мастер спорта Украины международного класса (2024). На соревнованиях представляет Черниговскую область.
Воспитанница Козелецкой ДЮСШ, где тренировалась под руководством Алексея Шарака. Неоднократно становилась призёром чемпионата Украины. Участница чемпионатов Европы среди юниоров 2019 года в Швеции и молодёжи 2021 года в Эстонии.
В 2022 году дебютировала на чемпионате мира в помещении, который проходил в Сербии. Участница чемпионатов Европы 2022 и 2024 годов на открытом воздухе и 2023 и 2025 годов в помещении.
На Универсиаде 2023 года в Китае, Лобан завоевала серебряную медаль в семиборье, уступив лишь австрийке Исабел Пош.
В 2025 году включена в состав сборной Украины для участия в чемпионате мира в помещении, который состоится в марте в Нанкине.
Действующая рекордсменка Черниговской области на дистанции 100 метров с барьерами (14,51 сек).
По состоянию на 2023 год училась в Национальном университете «Черниговский коллегиум» имени Т. Г. Шевченко.

## Достижения
Чемпионат Украины:
- Первое место: 2023 (зима)
- Второе место: 2021 (лето)
- Третье место: 2021 (зима)